# Huangpo Shuiku
Huangpo Shuiku är en reservoar i Kina. Den ligger i provinsen Hubei, i den centrala delen av landet, omkring 180 kilometer nordväst om provinshuvudstaden Wuhan. Huangpo Shuiku ligger 75 meter över havet. Arean är 6,0 kvadratkilometer. Trakten runt Huangpo Shuiku består till största delen av jordbruksmark. Den sträcker sig 5,5 kilometer i nord-sydlig riktning, och 4,8 kilometer i öst-västlig riktning.
Genomsnittlig årsnederbörd är 1 100 millimeter. Den regnigaste månaden är augusti, med i genomsnitt 175 mm nederbörd, och den torraste är december, med 15 mm nederbörd.